# Kim Tae-yeon (actriz)
Kim Tae-yeon (3 de enero de 1976) es una actriz surcoreana. Comenzó su carrera como modelo ganando el concurso de modelaje Model Line's 40th Fashion de 1996, y el de Pantene patrocinado por Ford Models en el año 2000. Debutó cinematográficamente en la controversial película Lies de 1999.

## Filmografía

### Cine
- Foolish Game (2004)
- Love Her (2001)
- Lies (1999)

### Serie de televisión
- Modern Housewives  (MBC, 2007)
- Drama City "Shocking Marriage"  (KBS2, 2006)
- Can Love Be Refilled? (KBS2, 2005)
- When a Man Is in Love (SBS, 2004)
- Jang Gil-san (SBS, 2004)
- Traveling Women (SBS, 2004)
- MBC Best Theater "The Luncheon on the Grass"  (MBC, 2004)
- MBC Best Theater "Cinderella"  (MBC, 2003)
- Drama City "The Reason I'm Getting Married"  (KBS2, 2003)
- Scent of a Man (MBC, 2003)
- Thousand Years of Love (SBS, 2003)
- All In (2003)
- Love Story (SBS, 1999) (episodio 5: "Rose")